# Chất làm chậm
 Chất làm chậm  là chất được dùng trong lò phản ứng hạt nhân, có nhiệm vụ làm chậm Neutron, hay nói cách khác là làm giảm năng lượng của Neutron.
 Quá trình làm chậm Neutron là quá trình làm giảm động lượng của Neutron tự do qua quá trình va chạm với các nguyên tử của  chất làm chậm.
Chất làm chậm chỉ được dùng trong lò phản ứng hạt nhân nhiệt.

## Thông tin cơ bản
Neutron nhanh là sản phẩm của phản ứng hạt nhân với năng lượng lớn hơn 1 Mev. Sau khi va chạm và mất một phần năng lượng, thì chúng ở trạng thái kích thích hoặc bị vỡ ra. Sau một hoặc vài va chạm thì năng lượng của Neutron ở mức năng lượng dưới mức năng lượng kích thích hạt nhân (từ 10 kev đến một vài Mev, phụ thuộc vào tính chất của từng hạt nhân).
Sau khi va chạm đàn hồi, neutron bị mất một phần năng lượng do chuyển hóa thành vận tốc của hạt nhân, nhưng năng lượng đó không làm cho cấu trúc của hạt nhân bị thay đổi. Trong một va chạm đàn hồi, thì năng lượng của Neutron bị mất đi là 2A/(A+1)² - A là số khối của hạt nhân. Năng lượng mất đi sẽ là rất nhỏ so với hạt nhân của nguyên tử nặng (1/1000 so với chì) và sẽ là rất lớn so với hạt nhân của nguyên tử nhẹ (1/7 so với Các bon) và (1/2 so với Hydro). Vì vậy chất làm chậm tốt nhất là các chất của các nguyên tử nhẹ.
Sau quá trình làm chậm sẽ tạo ra các neutron chậm với mức năng lượng là 0,04 ev ở nhiệt độ phòng.
Trong quá trình làm chậm thì một phần neutron bị hạt nhân hấp thụ hoặc bị bay ra khỏi môi trường bên ngoài.
Quá trình làm chậm neutron là quá trình rời rạc, Năng lượng của neutron trong quá trình làm chậm được giảm dần xuống theo các bậc.

## Yêu cầu của chất làm chậm
Số lần va chạm giữa neutron và hạt nhân chất làm chậm phải là nhỏ nhất, nhằm giảm thất thoát neutron từ lò và giảm số lượng neutron bị hấp thụ trong vùng cộng hưởng.
Một chất làm chậm tốt phải có những tính hạt nhân sau:
- Σs lớn (Khả năng tán xạ neutron lớn)
- Σa nhỏ (Khả năng hấp thụ neutron thấp)
- Có khả năng làm giảm mức năng lượng neutron lớn nhất trong một lần va chạm

Chất làm chậm tốt nhất là nước nặng sau đó là các bon (than chì), Be, nước nhẹ, He

## Ứng dụng
Theo lý thuyết thì  nước nặng là chất tốt nhất nhưng giá thành cao, hơn thế nước nặng trên thế giới rất ít và khó khai thác. Thông dụng và phổ biến nhất là nước nhẹ, sau đấy là than chì và Be. Và berili
- Nước nhẹ

Nước nhẹ đủ các điều kiện cũng như các ưu điểm là chất làm chậm. Nhưng khuyết điểm lớn nhất là nhiệt độ sôi thấp (sôi ở 100 độ C ở áp suất 1atm) và hấp thụ neutron chậm (hay notron nhiệt). Để khắc phục những nhược điểm đó thì ở vòng tuần hoàn 1 của lò phản ứng, áp suất lò được tăng lên (lò PWR là 160atm). Còn nhược điểm thứ 2, buộc chúng ta phải làm giàu Uranium cao hơn. 
Ưu điểm lớn nhất của nước nhẹ là giá thành rẻ, nhiều, dễ khai thác.
Nước nhẹ được dùng trong các lò PWR-1000, PWR-1200...
Lò phản ứng của Việt Nam sẽ được xây dựng tại Ninh Thuận là Nhà máy điện hạt nhân Ninh Thuận 1 được các chuyên gia, kỹ sư Nga xây dựng sẽ là lò phản ứng PWR-1200 thế hệ mới, hiện đại nhất của Nga.
- Nước nặng

Nước nặng và nước nhẹ về tính chất vật lý và tính chất hóa học gần như không có gì khác nhau. Chúng chỉ khác nhau ở khả năng hấp thụ neutron mà thôi. Chính vì vậy, ở các lò phản ứng hạt nhân dùng nước nặng làm chất làm chậm thì có thể sử dụng Uranium tự nhiên.
Nhưng một khuyết điểm rất lớn đó là giá thành chi phí rất cao.
Lò dùng nước nặng làm chất làm chậm là lò CANDU
- Than chì

Than chì tự nhiên chứa tới 20% tạp chất khác nhau. Và trong số tạp chất đó là Borum là 1 chất hấp thụ neutron rất tốt. Vì vậy than chì tự nhiên không phù hợp để sử dụng trong lò phản ứng. Than chì được chiết suất gián tiếp qua các sản phẩm từ dầu mỏ và nhựa than đá.
Than chì được dùng trong lò RBMK của Nga. Nhà máy Chernobyl cũng là loại lò này, nơi mà đã xảy ra thảm họa vào ngày 26 tháng 4 năm 1986.
- Be

Be là một trong những chất làm chậm tốt nhất, có nhiệt độ nóng chảy cao (1282 °C), truyền nhiệt tốt, làm việc tốt với CO2, nước, không khí và các kim loại lỏng.
Tuy vậy phản ứng ngưỡng 9Be (n,2n) 2α tạo ra He, dưới cường độ bức xạ mạnh của các neutron nhanh thì He sẽ được hình thành và tích tụ bên tron Be, khiến Be bị phồng lên. Ngoài ra Be và các hợp chất của nó cũng rất độc, hơn thế nữa giá thành của Be cũng rất đắt. Vì vậy việc sử dụng Be bị hạn chế. Nó chỉ được dùng làm chất phản xạ netron trong vùng hoạt của các lò phản ứng nghiên cứu hạt nhân.